# Pedioxestis isomorpha
Pedioxestis isomorpha är en fjärilsart som beskrevs av Edward Meyrick 1932. Pedioxestis isomorpha ingår i släktet Pedioxestis och familjen praktmalar, Oecophoridae. Inga underarter finns listade i Catalogue of Life.